# 보헤미아 인터렉티브
보헤미아 인터렉티브 스튜디오(Bohemia Interactive Studio; BIS)로도 잘 알려진 보헤미아 인터렉티브(Bohemia Interactive; BI)는 (1999년 체코 프라하에 설립된 게임 회사이다. 현실적인 게임을 주로 개발하며 대표작으로는 민간인용 ARMA 시리즈, 군용 VBS 시리즈가 있다.